# Malversació de fons
Es considera  malversació de fons  la seva sostracció, o l'aplicació a usos propis o aliens per part de qui els tingui al seu càrrec (o el consentiment perquè el que s'ha esmentat tingui lloc).
Si els fons són de natura pública, es tracta de malversació de cabals públics.